# الجزيرة البعيدة
الجزيرة البعيدة وكانت تسمى سابقا جزيرة أولاد التواتي وجزيرة أولاد المري نسبة إلى مؤسسيها من سكان بلدة المنشية، وتنعت بالبعيدة للتفريق بينها وبينها جزيرة الوحيشي التي تعتبر قريبة من القرية الأم المنشية. والجزيرة البعيدة هي إحدى قرى ولاية قبلي بالجنوب التونسي، وتتبع إداريا عمادة المنشية من معتمدية سوق الأحد.